# Deuringen
Deuringen is een plaats in de Duitse gemeente Stadtbergen, deelstaat Beieren, en telt 1500 inwoners (2008).